# 鲜卑语
鲜卑语在中国史书中称为夷言、北语、胡语或者胡言，為中国与蒙古历史上鲜卑族使用的一种古代蒙古語，屬蒙古語族，但也受到突厥語族及通古斯語族的影響，较为保守的使用时期为2、3世纪交替至7世纪中叶，在东晋十六国至北朝时期被广泛地入主中原的鲜卑族作为本民族语言使用。擁有多個分支，其中以拓跋鮮卑為核心的各王朝，使用的拓跋鮮卑語一度成為當時中國北部官方標準语，被稱為国语，拓跋鲜卑语一度在中国北方成为仅次于汉语的声望语言。至到北魏时期，孝文帝和冯太后下令进行汉化改革，迁都洛阳，改用汉语代替鲜卑语，更改鲜卑语姓名为汉字姓名，禁止入住中原的鲜卑人使用鲜卑语，无疑使到鲜卑语的生存空间大幅度地缩小。六镇之乱后，汉化比较浅的六镇部将再度推广鲜卑语的使用，中国北部掀起了鲜卑化热潮。在北齊與北周亡國後，在隋朝與唐朝期間，鮮卑的名稱消失，不再被視為獨立民族，鮮卑語也因而失傳。
鮮卑語沒有自己的文字，然而，在北魏的改革过程中，經由古漢語文獻，為现代语言学家留下了解读鲜卑语的线索。北魏更改胡名为汉名，基本采用了语音相近而转写和语义相近而直译的两种方法。前者提供了一些鲜卑语的语音信息，后者相当于一套鲜卑语—汉语对义词汇表。例如更改拓跋为元、獨孤为刘、贺赖为贺、步六孤为陆、吐奚为古，更改可汗为皇帝、可敦为皇后、莫贺为父、麽敦为母及阿干为兄等等。白鸟库吉与方壮猷等现代学者首先正确地认识到这些词语原名与汉名为鲜卑语语音语义对应汉语语音语义的关系，并且进行了对比研究。例如將“阿干”译为“兄”，可以对照蒙古、满—通古斯和突厥语族的多种语言之语音，/*aka(n)~*aga(n)~*axa(n)~*aki(n)/。
根据《后汉书》《晋书》《北史》《魏书》《周书》《北齐书》《南史》《宋书》《南齐书》《梁书》《陈书》及《隋书》等史书的记载，至少在官方，曾经有许多使用鲜卑语编写的书籍，惟無一页存留至今，至今亦無发现使用鲜卑语刻写的石碑、铜钱及铭文等文物的痕迹，甚至不清楚鲜卑语到底為使用何種文字来书写。目前，唯一研究鲜卑语的途径就是参考中国史书中使用汉字注音的鲜卑族人名和地名。

## 归属
鲜卑语一般被归入蒙古语族。史书记载鲜卑族为东胡遗民，又前载东胡语近似乌桓语、乌桓语近似鲜卑语，后载库莫奚语近似吐谷浑语、吐谷浑语近似契丹语、契丹语近似蒙古语。
近年来，拓跋部语言为蒙古语系説的证据十分有力。例如，漢文文献对拓跋部语言的音译与据契丹文字解读出来的契丹語词汇十分相似，均与蒙古语系近似。构拟出的拓跋語“狗”为*ɲaqan，契丹語“狗”为*ɲaq，书面蒙古语为noqai；“云”拓跋语为*eulen，契丹語为*eul，书面蒙古语为egüle-n。

## 划分
出于目前对鲜卑语的了解过少，语言学家多借用历史学家对鲜卑族内部的部落划分，直接用于指称鲜卑语内部的各种“语言”或“方言”。有柔然鲜卑语（柔然语）、乌桓鲜卑语（乌桓语）、拓跋鲜卑语、慕容鲜卑语、吐谷浑鲜卑语（吐谷浑语）、室韦鲜卑语（室韦语）、契丹语、蒙兀语（原蒙古语）等。

## 文字
《隋书·志第二十七·经籍一》中有关于鲜卑语书籍的记载。既有翻译为鲜卑语的中国传统汉文书籍，如北魏孝文帝命令侯伏侯可悉陵翻译《孝经》成为《国语孝经》；也有以鲜卑语写的国语书，如侯伏侯可悉陵著《国语物名》、北周武帝著《鲜卑号令》等13种90卷。以上这些鲜卑语图书无一本传世至今，故其文字无法考证。只得猜测因其早期与蒙古高原上的突厥语族民族接触，可能见到过古突厥文字，而后期进入中原，或许直接使用汉字来书写鲜卑语音。
2019年，吐谷浑可汗诺曷钵之子慕容智墓志出土，慕容智墓志志石侧面纵刻了两行不知名的文字，甘肃省文物考古研究所刘兵兵、陈国科、沙琛乔等人通过对比多种现今已知的文字和符号后认为，该文字与契丹大字最为接近，联系到契丹语本是基于东胡——鲜卑——乌桓语体系发展而来，且吐谷浑所用语言即为鲜卑语，两种文字在形制上的接近可能在昭示，慕容智墓志侧面的文字属于失传已久的鲜卑系文字，或可称之为“吐谷浑文”。

## 延伸阅读
- （英文）""，《拓跋魏的语言》，卜弼德（Peter A. Boodberg）
- （法文）""，《拓跋话语研究》，